# Không gian năm chiều

Hình chiếu trực giao 2D của hình lập phương 5 chiều

Không gian năm chiều là một không gian có năm chiều. Nếu được giải thích về mặt vật lý, đó là một không gian đa chiều hơn không gian thông thường và chiều thứ tư của thời gian được sử dụng trong vật lý tương đối tính. Đó là một sự trừu tượng xảy ra thường xuyên trong toán học, nơi nó là một cấu trúc hợp lệ. Trong vật lý và toán học, một chuỗi các số N có thể được hiểu để thể hiện một vị trí trong một không gian N chiều. Có hay không vũ trụ hiện tại là năm chiều đang là một chủ đề tranh luận.

## Vật lý
Phần lớn nghiên cứu ban đầu trên không gian năm chiều là trong nỗ lực phát triển một lý thuyết trường thống nhất bốn tương tác cơ bản trong tự nhiên: lực hạt nhân mạnh và yếu, lực hấp dẫn và điện từ. Nhà toán học người Đức Theodor Kaluza và nhà vật lý người Thụy Điển Oskar Klein đã phát triển độc lập thuyết Kaluza-Klein vào năm 1921, sử dụng chiều thứ năm để hợp nhất lực hấp dẫn với lực điện từ. Mặc dù cách tiếp cận của họ sau đó được tìm thấy ít nhất là không chính xác một phần, khái niệm này đã cung cấp một cơ sở cho việc nghiên cứu sâu hơn nữa trong thế kỷ qua.
Để giải thích tại sao chiều không gian này không thể quan sát trực tiếp, Klein cho rằng chiều thứ năm sẽ được cuộn lại thành một vòng tròn nhỏ gọn theo thứ tự 10−33 cm. Theo lý luận của mình, Klein đã hình dung ánh sáng là một sự xáo trộn do gợn sóng ở chiều cao hơn ngoài nhận thức của con người, tương tự như cách cá trong ao chỉ có thể nhìn thấy những gợn sóng trên mặt nước do những hạt mưa gây ra. Mặc dù không thể phát hiện, nó sẽ gián tiếp ám chỉ một mối liên hệ giữa các lực lượng dường như không liên quan. Thuyết Kaluza – Klein đã trải qua sự hồi sinh vào những năm 1970 do sự xuất hiện của lý thuyết siêu dây và siêu trọng lực: khái niệm rằng thực tế bao gồm các chuỗi năng lượng rung động, một định đề chỉ khả thi về mặt toán học trong mười chiều hoặc hơn nữa. Lý thuyết siêu dây sau đó phát triển thành một cách tiếp cận tổng quát hơn được gọi là thuyết M. Thuyết M đề xuất một chiều bổ sung có khả năng quan sát được ngoài mười chiều thiết yếu sẽ cho phép tồn tại các siêu bề mặt. 10 kích thước khác được nén, hoặc "cuộn lại", đến kích thước dưới mức hạ nguyên tử.   Lý thuyết Kaluza – Klein ngày nay được xem như là một lý thuyết đo, với thước đo là nhóm vòng tròn.